# Kristina Wayborn
Britt-Inger Johansson, más conocida como Kristina Wayborn (Nybro, 24 de septiembre de 1950) es una actriz sueca que habla inglés. Ha trabajado principalmente en el Reino Unido y en los Estados Unidos.

## Biografía
Kristina Wayborn, cuyo nombre real es Britt-Inger Johansson, nació en Småland, Suecia. Fue Miss Suecia en 1970 y semifinalista en el certamen de Miss Universo ese mismo año. También fue seleccionada como Miss Escandinavia.
Su papel más conocido fue de la chica Bond "Magda" en la película de James Bond Octopussy (1983). Kristina es principalmente conocida por su escena de lucha en la película, en una época anterior a las grandes heroínas de acción femenina, superando a muchos de los guardias de Kamal Khan, que muestra una sorprendente agilidad y la perspicacia de las artes marciales.
Posteriormente apareció en varias series de televisión estadounidenses como The Love Boat, MacGyver, Dallas, General Hospital y Baywatch.